# Economia de Guinea Bissau

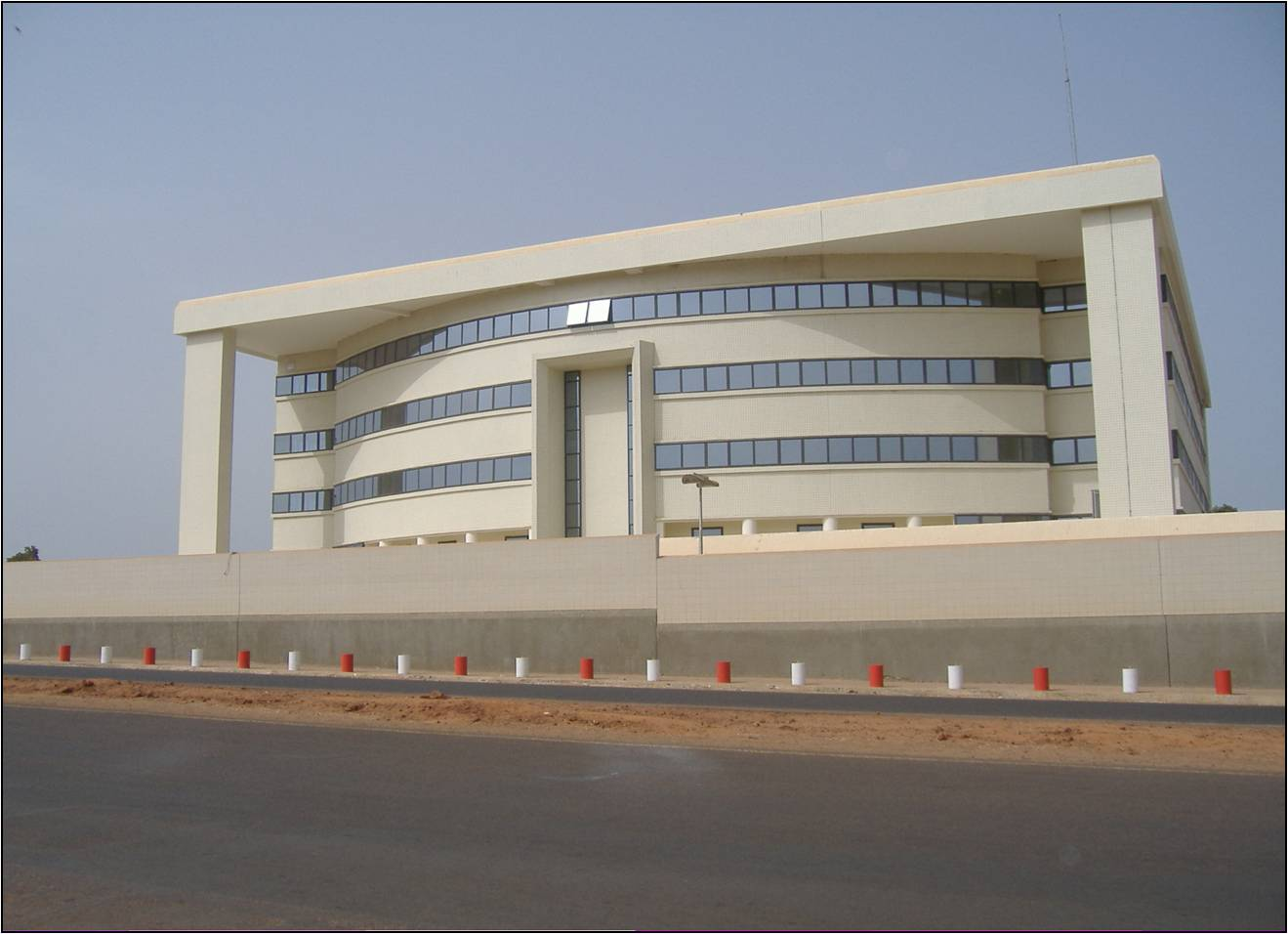
Banc Central de Guinea Bissau.

Un dels països més pobres del món, l'economia legal de la Guinea Bissau depèn principalment de l'agropecuària i de la pesca, però el narcotràfic és probablement el tipus de comerç més rendible. Les plantacions d'anacard van créixer considerablement en els últims anys. El país exporta peix i fruits del mar així com petites quantitats de cacauet, cor de palmera i fusta.
L'arròs és el principal cultiu i aliment bàsic. No obstant això, els combats entre les tropes del govern recolzades per Senegal, i una junta militar van destruir molt de la infraestructura i van causar gran perjudici a l'economia en 1998. La guerra civil va portar a una reducció del 28% del producte interior brut aquell any, amb una recuperació parcial en el període 1999-2002. La producció agrícola va caure alguna cosa entorn de 17% durant el conflicte, així com la producció de drupas d'anacard van caure fins a 30%. Empitjorant la situació, l'any 2000 el preu de la drupa d'anacard va caure 50% al mercat internacional, augmentant la dificultat començada amb devastació de la guerra civil.
Al desembre de 2003 el Banc Mundial, el FMI i la UNDP van ser forçats a intervenir per subministrar auxili pressupostari d'emergència en un total de US$ 107 milions per a l'any de 2004, la qual cosa va representar més del 80% del pressupost del país. La combinació de perspectives econòmiques limitades, un govern central feble i dirigit per una facció i una posició geogràfica favorable van fer aquest país de l'Àfrica Occidental una escala del narcotràfic cap a l'Europa, utilitzant especialment diverses illes deshabitades de l'Arxipèlag dels Bijagós. S'estima que passin pel país 1 miliard de dòlars en narcòtics per any.